# Oliver Weightman
Oliver Weightman (2005) es un deportista británico que compite en ciclismo en la modalidad de trials. Ganó dos medallas de bronce en el Campeonato Mundial de Ciclismo Urbano, en los años 2023 y 2024.

## Palmarés internacional
| Campeonato Mundial | Campeonato Mundial    | Campeonato Mundial | Campeonato Mundial |
| Año                | Lugar                 | Medalla            | Competición        |
| ------------------ | --------------------- | ------------------ | ------------------ |
| 2023               | Glasgow (Reino Unido) | Medalla de bronce  | Equipo mixto       |
| 2024               | Abu Dabi (EAU)        | Medalla de bronce  | Trials 26″         |